# منتخب الأرجنتين لكرة الطائرة
منتخب الأرجنتين لكرة الطائرة هو ممثل الأرجنتين الرسمي في رياضة كرة الطائرة.